# Margit Zorn
Margit Beate Zorn geborene Nagel (geboren 1962) ist eine deutsche Juristin. Sie ist Präsidentin des Amtsgerichts Nürnberg und Richterin am Bayerischen Verfassungsgerichtshof.

## Leben

### Ausbildung
Margit Zorn schloss ihre juristische Ausbildung mit der Doktorarbeit Wettbewerbsbeschränkungen bei Kommanditisten ab.

### Juristin
Nach dem Studium der Rechtswissenschaften begann Margit Zorn ihre juristische Laufbahn 1990 in der Zivilabteilung des Amtsgerichts Nürnberg. Von 1992 bis 2000 war sie als Staatsanwältin im Justizbereich Nürnberg-Fürth tätig. 2000 wurde sie zur Richterin am Landgericht Nürnberg-Fürth ernannt. Ab 2004 wurde Zorn zur Gruppenleiterin der Staatsanwaltschaft Nürnberg-Fürth und 2010 zur Richterin am Oberlandesgericht Nürnberg ernannt. Dort war sie zunächst Beisitzerin im 2. Zivilsenat; ab 2015 war sie Beisitzerin im 11. Zivilsenat und im Senat für Familiensachen.
Seit 2014 wurde sie mit Verwaltungsaufgaben betraut: Sie war Referentin für das Europarecht, für Dienstaufsichtsbeschwerden und für Landtagseingaben sowie für Bibliotheksangelegenheiten.
Am 6. November 2017 wurde sie vom Bayerischen Justizminister Winfried Bausback zur Direktorin des Amtsgerichts Erlangen ernannt. Sie tritt damit die Nachfolge von Gerda Marie Reitzenstein an, die in den Ruhestand verabschiedet wurde.
Ab Oktober 2019 war Margit Zorn Vizepräsidentin am Landgericht Nürnberg-Fürth, seit dem 16. Mai 2023 ist sie Präsidentin des Amtsgericht Nürnberg.

### Ehrenämter
2011 wurde Margit Zorn für die Dauer von 5 Jahren zum Mitglied des Bayerischen Anwaltsgerichtshofes bestellt.
Am 2. Februar 2016 wurde sie vom Bayerischen Landtag zum berufsrichterlichen Mitglied des Bayerischen Verfassungsgerichtshofs für die Dauer von acht Jahren mit 135 von 156 Stimmen gewählt.
Margit Zorn ist Mitglied im Zonta-Club Erlangen.
Sie ist auch Beiratsmitglied im Christlichen Verein Junger Menschen (CVJM) Erlangen.

## Publikationen
- Wettbewerbsbeschränkungen bei Kommanditisten. Dissertation. Universität Erlangen/Nürnberg, 1996, DNB 948105356.